# سوپر ماریو ادیسه
سوپر ماریو ادیسه (به انگلیسی: Super Mario Odyssey) یک بازی ویدئویی در سبک سکوبازی-ماجراجویی از مجموعه بازی‌های سوپر ماریو است که توسط نینتندو ای‌پی‌دی ساخته شده و بوسیلهٔ شرکت نینتندو در تاریخ ۲۷ اکتبر ۲۰۱۷ برای کنسول بازی نینتندو سوئیچ در سراسر جهان منتشر شده‌است. داستان این نسخه دربارهٔ ماریو و کَپی است، روحی که کلاه ماریو را تسخیر کرده‌است و به او اجازه کنترل شخصیت‌ها و اشیاء دیگر را در طی سفر آن‌ها برای نجات پرنسس پیچ از چنگال دشمن دیرینه‌اش باوزر می‌دهد که قصد ازدواج با او را دارد.